# アルデヒドデヒドロゲナーゼ (NAD(P)+)
アルデヒドデヒドロゲナーゼ [NAD(P)+]（aldehyde dehydrogenase [NAD(P)+], ALDH）は、解糖系/糖新生、ヒスチジン代謝、チロシン代謝、フェニルアラニン代謝、シトクロムP450による生体異物代謝酵素の一つで、次の化学反応を触媒する酸化還元酵素である。
アルデヒド + NAD(P)+ + H2O {\displaystyle \rightleftharpoons } カルボン酸 + NAD(P)H + H+
反応式の通り、この酵素の基質はアルデヒドとNAD+またはNADP+、生成物はカルボン酸とNADまたはNADPHである。
組織名はaldehyde:NAD(P)+ oxidoreductaseである。